# Нападение на Рио-Хондо
Нападение на Рио-Хондо — испанская попытка захвата поселения Рио-Хондо в британском Гондурасе в 1779 году.
Испанцы никогда по-настоящему не заселяли эти земли, хотя и старались утвердить своё право на них, в том числе силой. Британские лесорубы, наоборот, стремились эксплуатировать ресурсы Гондураса, прежде всего красное дерево. Испанский пограничный городок Бакалар на по-ове Юкатан вновь заложенный в 1730 году после почти векового заброса, стал базой испанских набегов на поселения лесорубов.
В 1779 году, после известий о начале войны, губернатор Бакалара лично возглавил рейд против британцев. Точная дата неизвестна, но где-то между началом августа и серединой сентября он атаковал поселение Рио-Хондо. Все попытки захвата были отбиты, но позже британцы покинули Рио-Хондо, отчего некоторые авторы называют экспедицию «успешной». Поселение пустовало остаток войны, пока Парижский мир (1783) не подтвердил права британцев на заготовку тропического леса в Гондурасе.